# Zajednička jetrena arterija
Zajednička jetrena arterija (lat. arteria hepatica communis) je kratka krvna žila koja okisgeniranom krvlju opskbljuje jetru, pilorus želuca, dvanaesnik i gušteraču.
Zajednička jetrena arterija polazi od trbušnog arterijskog debla, a daje sljedeće grane:
- vlastita jetrena arterija (lat. arteria hepatica propria)
- desna želučana arterija (lat. arteria gastrica dextra)
- lat. arteria gastroduodenalis